# Alden Richards
Richard Reyes Faulkerson, Jr. (n. 2 de enero de 1992, Santa Rosa, La Laguna), conocido artísticamente como Alden Richards, es un actor, presentador de televisión, modelo y cantante filipino, actualmente forma parte del equipo de la Red Televisiva de GMA. Se hizo conocer en varias series de televisión, principalmente en dramas como Alakdana, Tween Hearts, One True Love, Carmela, The Road y también en dos segmentos de dos programas de televisión de espectáculos de variedades como "Kalyeserye" y "Eat Bulaga". Richards lanzó dos álbumes discográficos como Alden Richards en el 2013 y Wish I, en el mes de mayo del 2015. En 2015, Richards ganó su primer premio nominado como mejor actor por su representación en una serie televisiva titulada "Ilustrado".

## Biografía
Alden Richards nació bajo su nombre verdadero de Richard Reyes Jr. Faulkerson, el 2 de enero de 1992 en la ciudad de Santa Rosa, Provincia de Laguna, Filipinas. Segundo hijo de Richard Peralta Faulkerson Sr. (nacido el 3 de julio de 1966 en Ermita, Manila) y Rosario Reyes, originaria de la ciudad de General Santos, isla de Mindanao. Estudió en una Escuela Católica de "Paco de Paco" en Manila. Durante la escuela secundaria, Richards quería ser piloto y más adelante decidió para dedicarse a la actuación. Tras la muerte de su madre y para cumplir el deseo de su progenitora, Richards decidió probar suerte en el mundo del espectáculo uniéndose a varios concursos en su natal Laguna, en sus inicios trabajó como modelo de negocio a tiempo parcial. Obtuvo los títulos de "Ginoong Sta Rosa Laguna Ginoong" entre el 2009 y 2010. Más adelante pasó hacer una prueba para una banda sonora en el "Pinoy Big Brother: Teen Clash 2010", bajo su nombre real. Más adelante estudió Administración de Empresas en La Salle Canlubang en la ciudad de Biñan, Laguna, aunque no lo terminó su carrera debido a su trabajo ocupado para dedicarse a la actuación y a la música.

## Discografía

### Álbumes
| Título         | Álbum                                                                                        | Certificaciones   | Venta      |
| -------------- | -------------------------------------------------------------------------------------------- | ----------------- | ---------- |
| Alden Richards | - Released: 26 de mayo de 2013 - Label: Universal Records - Formats: CD, digital download    | PARI: Platinum    | PH:15,000+ |
| Alden Richards | - Released: 28 de noviembre de 2015 - Label: Universal Records - Formats: Special edition CD | —                 | —          |
| Wish I May     | - Released: 17 de octubre de 2015 - Label: GMA Records - Formats: CD, digital download       | PARI: 5x Platinum | PH:75,000+ |

#### Compilaciones
| Título                                                       | Álbum                                                                       | Notas |
| ------------------------------------------------------------ | --------------------------------------------------------------------------- | --- |
| Tween Academy: Class of 2012 (Soundtrack)                    | - Released: 2011 - Label: GMA Records - Formats: CD, digital download       | - Track 8: "Kaba" (with Louise delos Reyes) - Track 9: "The Lazy Song" (with Jake Vargas, Joshua Dionisio, Derrick Monasterio and Kristofer Martin) |
| One More Try: Favorite Teleserye Love Songs & Other OPM Hits | - Released: 2014 - Label: Universal Records - Formats: CD, digital download | - Track 4: "Haplos" - Track 11: "Di Na Mababawi" - Track 12: "Sa Aking Tabi"                                                                        |
| #AldubIsForever                                              | - Released: 2015 - Label: Universal Records - Formats: CD, digital download | - Track 4: "Haplos" - Track 5: "Naaalala Ka" - Track 6: "Akin Ka Na Lang"                                                                           |

### Singles
| Título       | Año  | ÁSlbum         |
| ------------ | ---- | -------------- |
| "Haplos"     | 2013 | Alden Richards |
| "Wish I May" | 2015 | Wish I May     |

#### Otros singles
| Título                          | Año  | Álbum          | Notas                          |
| ------------------------------- | ---- | -------------- | ------------------------------ |
| "Naaalala Ka"                   | 2015 | Alden Richards | As promotional single          |
| "MaGMAhalan Tayo Ngayong Pasko" | 2015 | —              | GMA Network Christmas SID Song |

## Videografías

### Music videos
| Título       | Año  | Álbum          |
| ------------ | ---- | -------------- |
| "Haplos"     | 2013 | Alden Richards |
| "Wish I May" | 2015 | Wish I May     |

## Filmografía

### Series de Dramas
| Año  | Título                           | Personaje                     | Notas |
| ---- | -------------------------------- | ----------------------------- | --- |
| 2011 | Alakdana                         | Joma Pérez                    | Main cast Won-2011 Golden Screen TV Awards, Outstanding Breakthrough Performance by an Actor Nominee-25th PMPC Star Awards for Television, Best New Male Personality |
| 2011 | Reel Love Presents: Tween Hearts | Dennis                        | Supporting cast |
| 2012 | My Beloved                       | Rico Castor                   | Main cast |
| 2012 | One True Love                    | Tisoy Bulaong                 | Main cast Nominee-2013 Golden Screen TV Awards, Outstanding Performance by an Actor in a Drama Series                                                                |
| 2013 | Indio                            | Young adult Malaya            | Special participation |
| 2013 | Mundo Mo'y Akin                  | Jerome Álvarez                | Main cast Nominee-2014 Golden Screen TV Awards, Outstanding Performance by an Actor in a Drama Series                                                                |
| 2013 | Teen Gen                         | Inigo Bermúdez                | Recurring character, seasons 1 and 2 |
| 2014 | Carmela                          | Santiago "Yago" Torres Flores | |
| 2014 | Ilustrado                        | José Rizal                    | Lead Role Won-29th PMPC Star Awards for Television, Best Drama Actor                                                                                                 |
| 2015 | Pari 'Koy                        | Young Kokoy                   | Special participation |
| 2016 | That's My Amboy                  | Himself                       | Special participation |

### Comedias de espectáculos
| Año  | Título                                | Personaje  | Notas                                         |
| ---- | ------------------------------------- | ---------- | --------------------------------------------- |
| 2015 | Juan Tamad                            | José Rizal | Special participation, footage from Ilustrado |
| 2015 | Bubble Gang                           | As himself | Guest role                                    |
| 2015 | Pepito Manaloto: Ang Tunay na Kuwento | Andrew     | Guest role                                    |
| 2015 | Vampire Ang Daddy Ko                  | DenDen     | Guest role, 2 episodes                        |

### Drama antológicas y TV especiales
| Año  | Programa                                                                                              | Personaje                   | Notas                                                                             |
| ---- | --- | --------------------------- | --------------------------------------------------------------------------------- |
| 2011 | Spooky Nights: "Bahay ni Lolo: A Very Spooky Night"                                                   | Alvin                       |                                                                                   |
| 2011 | Spooky Nights: "Singil"                                                                               | Alvin                       |                                                                                   |
| 2011 | Spooky Nights: "Parol"                                                                                | Elmer                       |                                                                                   |
| 2012 | Spooky Nights: "Orasyon"                                                                              | Ringo                       |                                                                                   |
| 2012 | Tanikala "Ang Ikaapat na Yugto - Unos"                                                                | Angelo                      |                                                                                   |
| 2013 | Magpakailanman: "The Alden Richards Story"                                                            | Himself                     | Re-aired in 2015 Won-14th Gawad Tanglaw, Best Single Performance by an Actor      |
| 2013 | Wagas: "Tom and Jeza Love Story"                                                                      | Tom                         |                                                                                   |
| 2013 | Magpakailanman: "The Louise delos Reyes Story"                                                        | Himself                     |                                                                                   |
| 2013 | Wagas: "Arnel and Lotet Love Story"                                                                   | Arnel                       |                                                                                   |
| 2013 | Bingit: "Unahan sa Hukay"                                                                             | Simon Jhon                  |                                                                                   |
| 2013 | Magpakailanman: "Kriminal na Biktima sa Saudi Arabia / Kawalan ng Karapatan: The Dondon Lanuza Story" | Dondon                      | Nominee-28th PMPC Star Awards for Television, Best Single Performance by an Actor |
| 2014 | Magpakailanman: "Gas mo, Bukas ko"                                                                    | Jovel                       |                                                                                   |
| 2014 | Magpakailanman: "Isinakdal ko ang Aking Anak: The Julita Relano Story"                                | Allan                       |                                                                                   |
| 2014 | Wagas: "Ang mga Pag-ibig ni Datu Ambiong (Parts 1 and 2)"                                             | Datu Ambiong Amerol         |                                                                                   |
| 2014 | Wagas: "Harry & Flora Love Story"                                                                     | Young Harry Gasser          |                                                                                   |
| 2015 | Wish Ko Lang: "Bayani ang Tunay kong Pag-Ibig"                                                        | General                     |                                                                                   |
| 2015 | Pag-uwi                                                                                               | Sam Carbonnel               | APT Entertainment Lenten special                                                  |
| 2015 | Karelasyon: "Talent"                                                                                  | Adrian                      |                                                                                   |
| 2016 | God Gave Me You                                                                                       | First Officer James Esteban | Eat Bulaga Lenten Special                                                         |
| 2017 | Love is...                                                                                            | Marco                       |                                                                                   |

### Programas de variedades y entre otros
| Año          | Programa                    | Notas |
| ------------ | --------------------------- | --- |
| 2011-2013    | Party Pilipinas             | as himself, performer |
| 2013-2015    | Sunday All Stars            | as himself, performer |
| 2014         | Bet ng Bayan                | as himself, host Nominee-29th PMPC Star Awards for Television, Best Talent Search Program Host (with Regine Velasquez)     |
| 2015-present | Eat Bulaga!                 | as himself, co-host on various segments as Alden (fictional version of himself) and various roles for "Kalyeserye" segment |
| 2015         | Unang Hirit                 | as himself, co-cost |
| 2015-present | Sunday PinaSaya             | as himself, co-host, and various roles on different segments                                                               |
| 2016         | Lip Sync Battle Philippines | as himself, contestant |
| 2016         | CelebriTV                   | as himself, guest co-host                                                                                                  |

### Películas
| Año  | Título                       | Personaje                    | Notas |
| ---- | ---------------------------- | ---------------------------- | --- |
| 2011 | Ang Panday 2                 | Gubli                        | 37th Metro Manila Film Festival entry |
| 2011 | The Road                     | Teenage Luis                 | Nominated-2012Golden Screen Award, Breakthrough Performance by an Actor Nominated-28th PMPC Star Awards for Movies, New Movie Actor of the Year |
| 2011 | Tween Academy: Class of 2012 | Christian                    | |
| 2012 | Sossy Problems               | Iñaki                        | 38th Metro Manila Film Festival entry |
| 2012 | Si Agimat, Si Enteng at Ako  | Fino                         | 38th Metro Manila Film Festival entry |
| 2013 | 10,000 Hours                 | Young Gabriel Molino Alcaraz | 39th Metro Manila Film Festival entry |
| 2014 | Kinabukasan (The Day After)  | Niles                        | Short film by Adolfo Alix Jr. |
| 2015 | My Bebe Love: #KiligPaMore   | Dondi Talatala               | 41st Metro Manila Film Festival entry Nominated-41st Metro Manila Film Festival, Best Supporting Actor                                          |